# Пасхалис, Аделина
Аделина Пасхалис (пол. Adelina Paschalis, также Якубович, в замужестве Сувестр, фр. Souvestre; 1847, Варшава — 23 марта 1925, Дрезден) — польско-немецкая оперная певица и вокальный педагог.
Ученица Франческо Ламперти. Пела на различных сценах Австро-Венгрии, в том числе в Милане.
В 1885 году вместе с мужем, итальянским тенором Огюстом Сувестром (1839—1910), открыла вокальную школу во Львове, где учились Ванда Вистингаузен-Хулавска, Матильда Полиньска-Левицка, Ядвига Камиллова, Мира Геллер, Мария Коллиньон-Шиманьска, Михалина Френкель-Нивиньска, Мария Павликув-Новаковска и другие. Критики отмечали, что Пасхалис и Сувестр давали своим воспитанникам хорошую итальянскую школу, правильно ставили голоса, однако их ученики отличались ненатуральностью актёрской игры и излишней аффектированностью исполнения. В 1893 году перенесла школу в Дрезден, где среди её учеников были Матья фон Ниссен, Ирена фон Шаванн, Лизль фон Шух.